# Ma Perkins
Ma Perkins war eine US-amerikanische Seifenoper, die von 1933 bis 1960 im Radio übertragen wurde. Insgesamt wurden 7065 Episoden der Serie gesendet.
Die Unterhaltungsserie wurde von Frank und Anne Hummert produziert. Zu den Autoren zählten unter anderem Robert Hardy Andrews und Orvin Tovrov. Die erste Folge von Ma Perkins wurde am 14. August 1933 von dem Sender WLW aus Cincinnati ausgestrahlt. Am 4. Dezember des gleichen Jahres wechselte die Seifenoper zum NBC Red Network.
Die Geschichte spielt in einem Ort im Süden der USA mit 4000 Einwohnern, in dem Ma Perkins einen kleinen Laden für Handwerksbedarf und allerlei Trödel (lumber yard) betreibt. Die Hauptrolle wurde von Virginia Payne gespielt.